# Kisapáti, Veszprém
Kisapáti  este un sat în districtul Tapolca, județul Veszprém, Ungaria, având o populație de 324 de locuitori (2011). 

## Demografie
Componența etnică a satului Kisapáti
     Maghiari (94,51%)
     Germani (3,35%)
     Necunoscut (1,22%)
     Romi (0,91%)
     Alții (1,22%)
Componența confesională a satului Kisapáti
     Romano-catolici (67,9%)
     Fără religie (10,49%)
     Reformați (2,16%)
     Necunoscută (19,44%)
Conform recensământului din 2011, satul Kisapáti avea 324 de locuitori. Din punct de vedere etnic, majoritatea locuitorilor (94,51%) erau maghiari, cu o minoritate de germani (3,35%). Apartenența etnică nu este cunoscută în cazul a 1,22% din locuitori.  Din punct de vedere confesional, majoritatea locuitorilor (67,9%) erau romano-catolici, existând și minorități de persoane fără religie (10,49%) și reformați (2,16%). Pentru 19,44% din locuitori nu este cunoscută apartenența confesională.